# 티즈니트

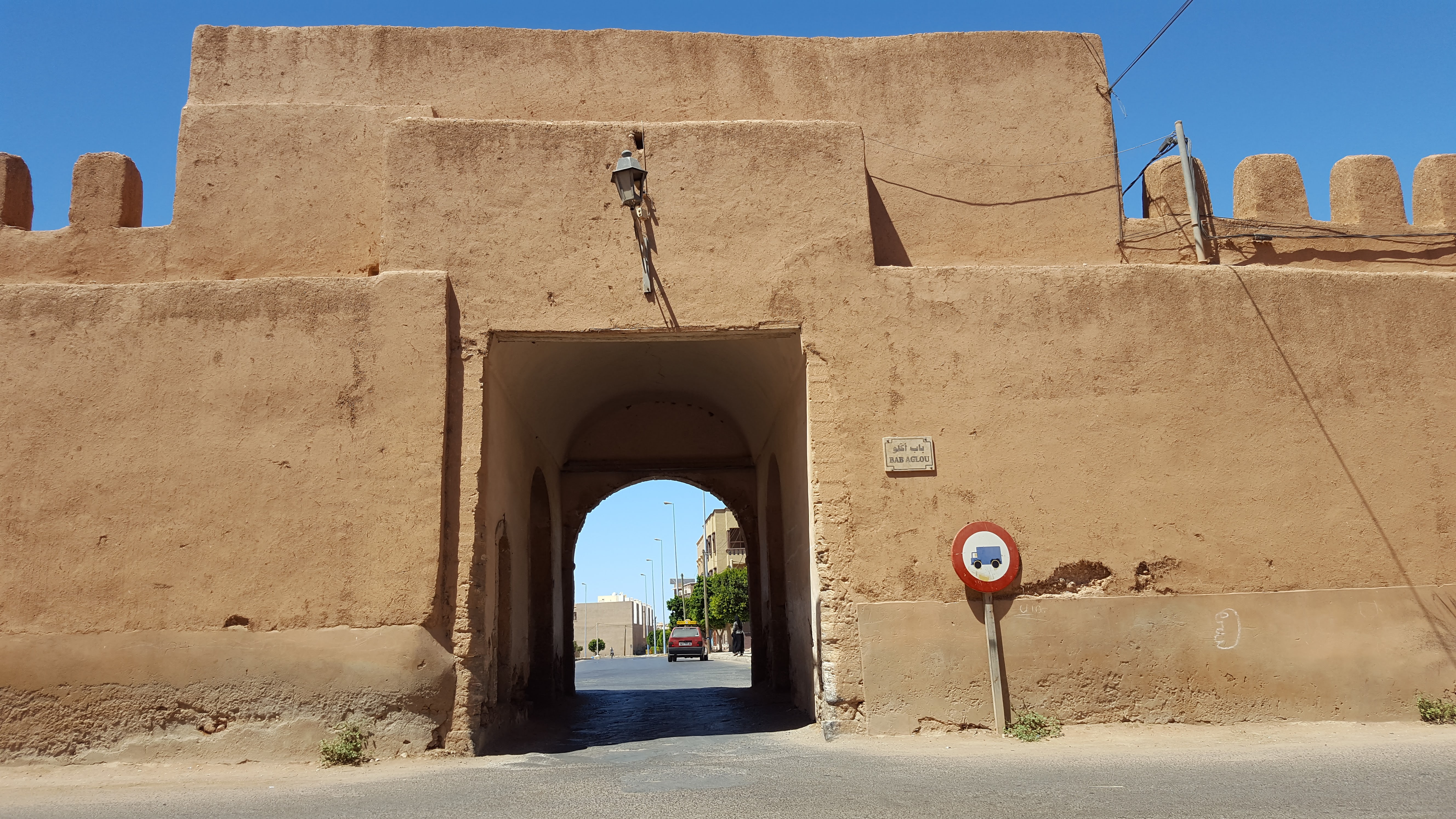

티즈니트 혹은 티즈네트(아랍어: تزنيت)는 남부 모로코의 수스마사드라(Souss-Massa-Drâa) 경제 지역에 위치한 도시이다. 술탄 핫산 1세가 1881년에 건설하였으며, 현재 약 5만명의 인구가 거주하고 있다. 티즈니트의 명산품으로는 은세공품, 민트, 단검과 세이버 등이 있다.
모로코 해안가에 위치해 있으며, 모로코의 술탄 핫산 1세가 이 지역 근처에 거주하던 베르베르 부족에 영향력을 행사하기 위해서 1881년에 세워졌다. 1912년에는 아흐메드 알-히바(Ahmed al-Hiba)가 당시 프랑스 관청을 제압하고 티즈니티의 술탄이라고 선언하였다. 알-히바는 그 뒤, 인근 부족들을 제압하고 마라케시를 공격하였으나, 결국에는 프랑스군에 진압된다.